# Zuid-Hoflandsche Polder
Het waterschap De Zuid-Hoflandsche Polder was een waterschap in de Nederlandse provincie Zuid-Holland, in de gemeente Voorschoten.
Het waterschap was verantwoordelijk voor de vervening, drooglegging en de waterhuishouding in de gelijknamige polder.